# Ankaratrella elongata
Ankaratrella elongata är en stekelart som beskrevs av Jean Risbec 1952. Ankaratrella elongata ingår i släktet Ankaratrella och familjen puppglanssteklar.
Artens utbredningsområde är Madagaskar. Inga underarter finns listade i Catalogue of Life.